# Римские деяния

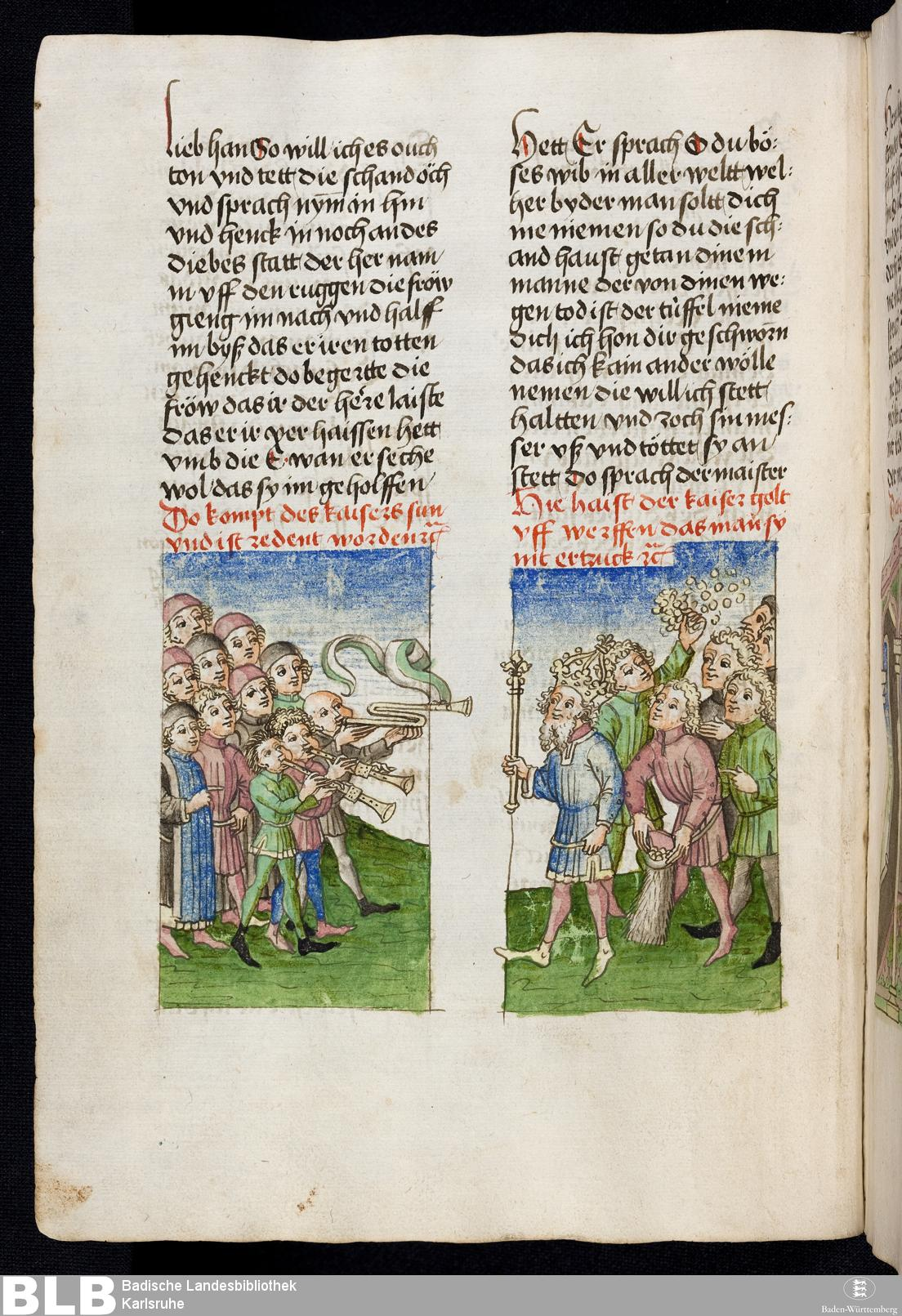
Gesta Romanorum. Манускрипт из Верхней Швабии. Ок. 1452

«Римские деяния» (в оригинале «лат. Gesta Romanorum», также «Historiae moralisatae») — составленный примерно в конце XIII — начале XIV веков средневековый сборник легенд на латинском языке, почерпнутых из жизни римских правителей и снабжённых нравоучительными рассуждениями.
Сами рассказы большей частью кратки, изложены очень просто и наивно, и предназначались для приятного и поучительного чтения в монастырях.

## Авторство
Автором сборника считается Пётр Берхориус из Пуату, живший около 1362 года, которому, впрочем, принадлежат, вероятно, лишь морализации. Грессе (Grässe) в своём издании «Gesta Romanorum» (Дрезден и Лейпциг, 1842) называет автором Элинанда, монаха (немца или англичанина), умершего около 1229 года. По исследованиям Эстерле, «Gesta Romanorum» написаны в Англии, в конце XIII или начале XIV в.

## История существования
До начала XVI века «Gesta Romanorum» были одной из самых распространённых книг, что доказывается большим количеством сохранившихся рукописных копий и печатных изданий ранних переводов на французский, английский, немецкий и голландский языки, а также тем, что их содержанием вдохновлялись многие средневековые поэты и романисты.
Со времени Реформации «Gesta Romanorum» были забыты (хотя ещё Шекспир черпал в них сюжеты для своих драм).

## Издания
Издание оригинального текста сделано Келлером в 1842 г.

### В России
На Русь сборник «Римские деяния» пришёл в XVII веке. Первая русская версия под названием «Истории из Римских деяний» была переведена в 1681 или 1691 году из польского издания 1663 года. Существует 14 списков этого перевода с незначительными отклонениями в текстах. Самая длинная «Повесть о Аполлоне, короле тирском и о Тарсии королевне» была переведена на русский особенно.
Старый русский перевод под названием «Римские деяния», собрание квази-исторических повестей с богословскими нравоучениями. Издание общества любителей древней письменности, 1877—78.

## Издание на русском языке
- Римские деяния // Средневековые латинские новеллы XIII в. / Пер., статья и комм. С. В. Поляковой. — Л.: Наука, 1980. С. 5—286. — («Литературные памятники»).